# ماكس بام
ماكس بام (بالإنجليزية: Max Pam)‏ هو مصور أسترالي، ولد في 1949 في ملبورن في أستراليا.

## وصلات خارجية
- الموقع الرسمي